# Василиос Апостолидис
Василиос Апостолидис (на гръцки: Βασίλειος Αποστολίδης) е гръцки лекар и любител археолог, египтолог от XIX век.

## Биография
Апостолидис е роден в 1827 година в Сяр, но по произход е от Трапезунд. След университетското си обучение по медицина в Атина и Виена той заминава за Египет в 1863 година, където наред с медицината се занимава с археология и специално с египтология. Апостолидис, който подробно изучава египетските папируси, твърди, че първите гърци са пристигнали в Древен Египет през 3800 г. пр. н. е. и са записани в йероглифните текстове като данайци.
Неговите археологически съобщения за азиатските корени на пределинските надписи на Лемнос стават обект на широка дискусия в археологическите среди. Той е член на Египетския институт и систематично се занимава с историческото минало на Египет.